# San Roque (Antioquia)

Bandeira de San Roque.

Localização de San Roque, no departamento de Antioquia.

San Roque é uma cidade e município da Colômbia, no departamento de Antioquia. Está localizada na cordilheira central dos Andes, a 1475 metros acima do nível do mar. Apresenta uma área de 441 metros quadrados e sua população, de acordo com o censo de 2002, é formada por 20.189 habitantes.